# Tedros Adhanom Ghebreyesus
Tedros Adhanom Ghebreyesus (Ge'ez: ቴዎድሮስ አድሓኖም ገብረኢየሱስ; sinh ngày 03 tháng 3 năm 1965)  là một nhà chính trị, học giả, và lãnh đạo y tế công cộng người Ethiopia. Hiện ông làm Tổng giám đốc của Tổ chức Y tế Thế giới kể từ năm 2017. Ông từng phục vụ trong Chính phủ Ethiopia với tư cách là Bộ trưởng Bộ Y tế từ năm 2005 đến 2012  và là Bộ trưởng Bộ Ngoại giao từ năm 2012 đến 2016.
Tedros gia nhập Bộ Y tế vào năm 1986, sau khi tốt nghiệp Đại học Asmara. Một nhà nghiên cứu bệnh sốt rét được quốc tế công nhận,  với tư cách là Bộ trưởng Bộ Y tế, Tedros đã nhận được lời khen ngợi về một số cải cách y tế sáng tạo và toàn hệ thống giúp cải thiện đáng kể khả năng tiếp cận các dịch vụ y tế và kết quả chính. Trong số họ đã tuyển dụng và đào tạo khoảng 40.000 nhân viên y tế phụ nữ, cắt giảm tỷ lệ tử vong ở trẻ sơ sinh từ 123 trường hợp tử vong trên 1.000 ca sinh sống năm 2006 xuống còn 88 vào năm 2011, và tăng việc thuê cán bộ y tế bao gồm bác sĩ và nữ hộ sinh. Vào tháng 7 năm 2009, ông được bầu làm Chủ tịch Hội đồng Quản trị của Quỹ Toàn cầu chống AIDS, Lao và Sốt rét trong nhiệm kỳ hai năm.
Tedros được Hội đồng Y tế Thế giới bầu làm Tổng giám đốc Tổ chức Y tế Thế giới vào ngày 23 tháng 5 năm 2017. Ông nhậm chức nhiệm kỳ 5 năm vào ngày 1 tháng 7 năm 2017.